# أحمد القدومي
أحمد القدومي شاعر فلسطيني معاصر ولد في قرية جيوس ضمن لواء طولكرم في فلسطين عام 1961م. أنهى دراسته في مدرسة جيوس الثانوية عام 1979م، ثم التحق بالجامعة الأردنية في عمان وتخرج فيها من كلية الآداب (قسم اللغة العربية) عام 1982م.
و كان في تلك الفترة من شعراء الجامعة الأردنية. الذين كان لهم مشاراكات عديدة في الأمسيات الشعرية التي كانت تشرف عليها إدارة الجامعة.
و قد نشر العديد من قصائده في مجلة «أنباء الجامعة».
عمل مدرسا للأدب العربي في الكلية العلمية الإسلامية عامين من 1982 إلى 1984 م. ثم انتقل للعمل في المملكة العربية السعودية في مدينة الطائف حيث كان مدرسا للأدب العربي لمدة 3 سنوات وفي عام 1987 م انتقل للعمل في إحدى المدارس المتميزة في مدينة الرياض (مدارس نجد الأهلية) التي مازال يعمل فيها.
يكتب الشاعر أحمد القدومي القصيدة العربية العمودية وشعر التفعيلة والقصة القصيرة ويتميز في كتابة الرباعيات حيث كتب حتى الآن 160 رباعية.

## إصداراته
أصدر الشاعر العديد من الدواوين الشعرية على مدى 30 عاما وهي:
- «بلا زورق»، ديوان شعر 1984 عمّان.
- «ذكريات على شاطئ النسيان»، ديوان شعر 1989 عمان.
- «رباعيات الجرح النازف»، ديوان شعر 1993 الرياض.
- «شفاه الفجر»، ديوان شعر 1995 القاهرة.
- «الوتر الحزين»، ديوان شعر 1997 القاهرة.
- «ويحملني الثرى قمراً»، ديوان شعر 2003 عمان.
- «لا شيء بعدك»، ديوان شعر 2004 عمان.
- «بين حلٍّ وارتحال»، ديوان شعر 2007 الرياض.
- «وقالت الشمس»، همسات قصصية 2007 الرياض.
- «تراتيل السحاب», ديوان شعر2013 عمان.
- «هي الدنيا», ديوان شعر 2014 عمان.
- «ويحملني الثرى قمراً»، عمان 2014 (الطبعة الثانية)

## مشاركاته
شارك في العديد من الأمسيات الشعرية والبرامج الإذاعية والتلفزيونية التي تناولت واقع الأدب في العالم العربي وفي فلسطين بشكل خاص.